# Ionel Gane
Pour les articles homonymes, voir Gane.
Ionel Tersinio Gane est un footballeur puis entraîneur roumain né le 12 octobre 1971 à Drănic.

## Palmarès

### En équipe nationale
- 6 sélections et 0 but avec l'équipe de Roumanie entre 1992 et 2001.

### En clubs
- Champion de Roumanie de Division 2 en 1991 avec le Electroputere Craiova.
- Vainqueur de la Coupe de Roumanie en 1993 avec l'Universitatea Craiova.
- Champion de Suisse en 2000 avec le FC Saint-Gall.
- Champion de Roumanie de Division 2 en 2006 avec l'Universitatea Craiova.
- Finaliste de la Coupe de Roumanie en 1994 avec l'Universitatea Craiova.
- Vice-champion de Roumanie en 1994 et 1995 avec l'Universitatea Craiova.
- Vice-champion de Roumanie en 1999 avec le Dinamo Bucarest.